# Szerbhorvát Wikipédia
A Szerbhorvát Wikipédia (szerbhorvát nyelven: ) a Wikipédia projekt szerbhorvát nyelvű változata, egy internetes enciklopédia. A Szerbhorvát Wikipédiának 8 adminja, 239 582 felhasználója van, melyből 494 fő az aktív szerkesztő. A lapok száma (beleértve a szócikkeket, vitalapokat, allapokat és egyéb lapokat is) 4 624 914, a szerkesztések száma pedig 42 428 774.

## Mérföldkövek
- 2002. január 16. - elindul az oldal
- Jelenlegi szócikkek száma: 456 832 (2022. augusztus 5.)